# Paweł Urbański (matematyk)
Paweł Wojciech Urbański (ur. 26 kwietnia 1945 w Starachowicach) – polski matematyk i fizyk matematyczny, profesor doktor habilitowany nauk fizycznych, specjalista w zakresie analizy matematycznej i mechaniki lagranżowskiej.

## Życiorys
Pracuje w Katedrze Metod Matematycznych Fizyki Wydziału Fizyki Uniwersytetu Warszawskiego, obecnie na stanowisku profesora nadzwyczajnego, od 1967, kiedy to ukończył studia na tym wydziale. Pracę magisterską, zatytułowaną O równoważności dwóch metod otrzymywania równań ruchu w OTW, przygotował pod kierunkiem Leopolda Infelda. W 1972, również na Wydziale Fizyki Uniwersytetu Warszawskiego, napisał pod kierunkiem Krzysztofa Maurina rozprawę doktorską pod tytułem Differentiable structure in a conjugate vector bundle of infinite dimension, uzyskując stopień doktora nauk matematycznych, zaś w 1985 na tym samym wydziale otrzymał stopień doktora habilitowanego nauk matematycznych na podstawie rozprawy A symplectic approach to field theory of elliptic type. Tytuł profesora nauk fizycznych uzyskał 7 sierpnia 2012.
Opublikował 40 prac w czasopismach naukowych, takich jak Journal of Geometry and Physics, Reports on Mathematical Physics, Journal of Physics A czy Acta Physica Polonica B. Jest członkiem Polskiego Towarzystwa Matematycznego i Amerykańskiego Towarzystwa Matematycznego.

## Działalność pozanaukowa
W latach 1980–1985 Paweł Urbański był członkiem Zarządu Głównego Towarzystwa im. Fryderyka Chopina. Od 1985 do 2010 roku zasiadał w Komisji Rewizyjnej Międzynarodowej Federacji Towarzystw Chopinowskich (od 1990 roku był przewodniczącym tej komisji). Jest także członkiem założycielem Stowarzyszenia Naukowo-Artystycznego Polska Akademia Chopinowska, powstałego w 1994 roku.